# Кърт Енгъл
Кърт Енгъл (на английски: Kurt Angle) е американски кечист, световен и олимпийски шампион по борба (1996 г.) Става особено известен с кариерата си в Световната федерация по кеч (WWF/E) в периода 1999-2006.

## В аматьорската борба
Младежки шампион по борба в САЩ (1987) и два пъти шампион по борба на университетско ниво в САЩ (1990 и 1992). Става световен шампион по борба през 1995  и олимпийски шампион по борба свободен стил в категория 90-100 кг на XXVI летни олимпийски игри в Атланта през 1996 година.

## В професионалната борба
След спортните си успехи Кърт Енгъл решава, че е време да поеме по друг път на развитие и през 1998 г. подписва договор с Винс МакМеън - собственик на Световната федерация по кеч (WWE).
Още с първия си официален мач (1999 година в турнира „Оцеляване“) Кърт побеждава Шон Стейсък. От този момент следва подем в неговата кариера, като за една година той печели:
- европейската титла, като на финала побеждава Вал Винъс.
- интерконтиненталната титла, за която побеждава Крис Джерико.

Остава непобеден цели 6 месеца, когато в е туширан от Скалата в собствения си роден град. „Крал на Ринга“ става през 2000 година, като на финала побеждава Ракиши. След победа над Скалата Енгъл става шампион на федерацията.
Следват 7 години на развитие на кариерата на Кърт. Той успява да спечели всяка една титла във федерацията и то по няколко пъти. Той е четирикратен шампион на WWE. Въпреки многото си контузии (най-сериозната от които през 2003, когато Енгъл можеше да остане в инвалидна количка до края на живота си), той успява да издържи във федерацията до 2006 г., когато е освободен по лични причини. Кърт започва вражда с шампиона на федерацията Джон Сина, в която главния мениджър на Първична сила Ерик Бишов многократно помага на Енгъл. Златният медалист е представен на феновете в негативна светлина. Въпреки няколкото си победи над Сина, Енгъл така и не успява да вземе титлата и феновете на WWE биват шокирани, когато той се появява в другото шоу на федерацията Разбиване. Дебютът му е в кралската битка за определяне на нов световен шампион в тежка категория, след като титлата е освободена от лекуващия се от контузия Батиста. Кърт успява да спечели битката, прехвърляйки над най-горното въже гиганта Марк Хенри. Енгъл се превръща във фейс и успява да защити титлата си срещу противници като Марк Хенри, Гробаря и Ренди Ортън. На Кечмания 22 губи титлата в троен мач, в който Рей Мистерио тушира Ренди Ортън. Енгъл успява да накара един след друг и двамата си опоненти да се предадат от „Усукания глезен“, но съдията не вижда това, тъй като бива разсейван и двата пъти от третия участник в мача.
Кърт обявява местенето си в суверенната на WWE кеч федерация ECW. В последния си мач за Световната федерация медалистът побеждава Мистерио чрез отброяване.
В ECW Кърт взима участие за мача между звезди от трите шоута, където е последният оцелял от своя отбор. Въпреки това той губи мача, елиминиран от Ренди Ортън, който носи и победата на своя отбор WWE. В края на мача Грамадата, член на WWE разкрива, че се мести в суверенното шоу и изхвърля от ринга Ортън.
Следва кратка вражда между „Убиецът на легенди“ и Кърт Енгъл, която завършва с победа на Ортън над олимпийския шампион.
През месец Септември 2006 година Кърт Енгъл подписва договор с TNA (Total Nonstop Action Wrestling), където ще продължава кариерата си.
На дебютния си мач в младата федерация Енгъл побеждава непобеждавания дотогава Самоа Джо, като го кара да се предаде от „Усукания глезен“. Това става на турнира Genesis. На Turning Point обаче Джо нанася първата победа на Енгъл в новата федерация. Враждата най-накрая стига до своя край, когато на Final Resolution Енгъл „показва, че е по-добър“, побеждавайки Джо в 30-минутен мач „Железен човек“.
През годините Кърт Енгъл се кичи с различни прякори: „Олимпийският герой“, „Крал Кърт“, „Суплекс-машината“, „Кеч-машината“, „Най-големият атлет във федерацията за всички времена“. Известен е със завършващите си удари: „Усуканият глезен“, „Олимпийско тръшване“, „Хеттрик от Германски суплекси“.

## Биография
Кърт Енгъл има четирима по-големи братя и една по-малка сестра, която умира след сърдечни проблеми. Кърт сключва брак с жена си Карън на 19 януари 1998. Те имат дъщеря на име Кайра Енгъл, която се ражда през 2002. През годините Кърт претърпява няколко раздели с жена си.

## TNA
През септември 2006 прави дебюта си в конкурентната федерация – TNA. Винс МакМеън не одобрява факта, че е изпуснал подопечния си кечист по такъв начин. Хватките "Angle slam" и прозвищата "Wrestling machine" остават права на WWE, затова Кърт Енгъл вече е наричан „Най-добрият кечист в света“ а коронните му хватки вече се казват "Olympic slam", "Ankle lock" си остана тъй като е световно използвана дъма за този тип хватка.
Първата му поява в TNA е на 24 септември, по време на турнира "No Surrender", когато главният мениджър на TNA го представя като най-новото попълнение в списъка със звезди. На турнира "Bound for Glory" е назначен за специален помощник-рефер-съгледвач на реда в мача между Джеф Джарет и Стинг за NWA титлата в тежка категория. На Genesis 2006 се обявява мач между Самоа Джо и Кърт Енгъл, които започват вражда към началото на октомври. В този мач Енгъл печели, но както той самия казва, това е „Най-тежкият мач в живота ми“. Енгъл се прицелва в световната титла в тежка категория на NWA, притежание на Крисчън Кейдж. Златният олимпийски медалист получава мач за титлата, но Кейдж печели с измама, с помощта на Томко. След това започва нова вражда между Енгъл и Скот Стайнер, който чрез познанията си за кечиста подготвял Кейдж за срещите с Кърт. Кърт Енгъл тушира Стайнер.
На "Lockdown" отборът на Енгъл се изправя срещу отбора на Кейдж. Олимпийският медалист привлича на своя страна Самоа Джо, Райно, Стинг и Джеф Джарет. Именно последните двама донасят победата, като след удар с китара, пълна с кабарчета Джарет позволява на „Скорпиона“ да тушира опонента си.

## Титли и постижения
- Шампион на Съединените щати на WWE (1 път)
- Световен шампион в тежка категория на WCW (1 път)
- Световен шампион в тежка категория (1 път)
- Шампион на WWE (4 пъти)
- Европейски шампион на WWE (1 път)
- Хардкор шампион на WWE (1 път)
- Интерконтинентален шампион на WWE (1 път)
- Отборен шампион на WWE (1 път) – с Крис Беноа
- Крал на ринга (2000)
- Член на Залата на Славата (2017)